# Hey You, I Love Your Soul
| Recensione | Giudizio |
| ---------- | -------- |
| AllMusic   |          |

Hey You, I Love Your Soul è un album studio del gruppo musicale statunitense Skillet, pubblicato nel 1998.

## Tracce
1. Hey You, I Love Your Soul – 2:57
2. Deeper – 3:45
3. Locked in a Cage – 3:42
4. Your Love (Keeps Me Alive) – 3:49
5. More Faithful – 3:25
6. Pour – 4:09
7. Suspended in You – 3:07
8. Take – 4:11
9. Coming Down – 5:06
10. Whirlwind – 3:57
11. Dive over In – 3:41
12. Scarecrow – 4:17

## Formazione
- John L. Cooper - basso, tastiere, pianoforte, voce
- Trey McClurkin - batteria, percussioni
- Ken Steorts - chitarra
- Korey Cooper - cori

## Classifiche
| Classifica                 | Posizione migliore |
| -------------------------- | ------------------ |
| Top Contemporary Christian | 25                 |